# Hofen (Hennef)
Hofen ist ein Ortsteil der Stadt Hennef (Sieg) im Rhein-Sieg-Kreis in Nordrhein-Westfalen.

## Lage
Der Ort liegt in einer Höhe von 180 Metern über N.N. an den Hängen des Westerwaldes. Nachbarorte sind Lanzenbach im Nordosten, Kurenbach im Osten, Westerhausen im Südwesten und Hommerich im Nordwesten.

## Geschichte
1910 gab es in Hofen die Haushalte Näherin Elisabeth Bröhl, Schneider Josef Bröhl und Näherin Katharina Bröhl, Ackerer Georg Wilhelm Daas und Ackerin Witwe Heinrich Daas, Ackerer Theodor Neuhalfen, Schlosser Bernhard Röttgen und Ackerer Johann Röttgen, Ackerer Wilhelm Schmidt, Schuster Heinrich Siebertz, Rentner Johann Stöcker, Sparkassengehilfe Michael Theodor Stöcker, Ackerin Witwe Theodor Stöcker und Rentner Wilhelm Stöcker.
Bis 1934 gehörte Hofen zur Gemeinde Geistingen.